# 13730 Willis
A 13730 Willis (ideiglenes jelöléssel 1998 RE47) a Naprendszer kisbolygóövében található aszteroida. A LINEAR projekt keretében fedezték fel 1998. szeptember 14-én.